# Trigonobalanus verticillata
Trigonobalanus verticillata Forman – gatunek rośliny z rodziny bukowatych (Fagaceae). Występuje naturalnie w Malezji oraz Indonezji (w Kalimantanie i na Celebes). 

## Morfologia
PokrójZrzucające liście drzewo dorastające do 27 m wysokości. Pień czasami wyposażony jest w korzenie podporowe.
LiścieUlistnienie jest niemal okółkowe, liście są zebrane po 3. Blaszka liściowa jest skórzasta i ma eliptyczny kształt. Mierzy 8,3–17,2 cm długości oraz 3,3–6,6 cm szerokości, ma zaokrągloną lub ostrokątną nasadę i ostry wierzchołek. Przylistki są trójkątne, krótkotrwałe i mierzą 5 mm długości.